# Bazar Bazargurujew
Bazar Budażapowicz Bazargurujew (ros.  Базар Будажапович Базаргуруев; ur. 9 stycznia 1985) – rosyjski, w 2007 roku uzbecki, a potem kirgiski zapaśnik w stylu wolnym.
Zdobył brązowy medal olimpijski w Pekine 2008 w kategorii 60 kg, po dyskwalifikacji Wasyla Fedoryszyna.
Pięciokrotnie uczestniczył w mistrzostwach świata, zdobył brązowy medal w 2007. Zajął 12. miejsce na igrzyskach azjatyckich w 2010. Dwa razy na podium w mistrzostwach Azji, złoto w 2007 i brąz w 2009. Szósty w Pucharze Świata w 2011 roku.